# Eckart Berkes
Eckart Berkes (ur. 9 lutego 1949 w Wormacji, zm. 24 września 2014 w Leimen) – niemiecki lekkoatleta, płotkarz, halowy mistrz Europy z 1970. W czasie swojej kariery reprezentował Republikę Federalną Niemiec.
Był zgłoszony do występu na mistrzostwach Europy w 1969 w Atenach, lecz reprezentacja RFN zbojkotowała starty w konkurencjach indywidualnych w proteście przeciwko niedopuszczeniu do udziału w mistrzostwach Jürgena Maya, który był uciekinierem z NRD, którą poprzednio reprezentował.
Zwyciężył w biegu na 60 metrów przez płotki na halowych mistrzostwach Europy w 1971 w Sofii, wyprzedzając Aleksandra Diemusa ze Związku Radzieckiego i Sergio Lianiego z Włoch. Odpadł w eliminacjach biegu na 110 metrów przez płotki na igrzyskach olimpijskich w 1972 w Monachium. Na halowych mistrzostwach Europy w 1973 w Rotterdamie odpadł w półfinale biegu na 60 metrów przez płotki.
Berkes był mistrzem RFN w biegu na 110 metrów przez płotki w 1973, a także wicemistrzem w tej konkurencji w 1972 oraz brązowym medalistą w 1969. Był również wicemistrzem RFN w hali w biegu na 50 metrów przez płotki w 1971 oraz brązowym medalistą na tym dystansie w 1969 i 1973 oraz na 60 metrów przez płotki w 1976.